# Atlético CP
Atlético Clube de Portugal este un club portughez de fotbal din Alcântara, Lisabona, care joacă actualmente în Campeonato Nacional. Sunt considerați a fi unul dintre cele mai importante cluburi istorice portugheze. Clubul a fost creat în 1942 prin unirea a două cluburi: Carcavelinhos Football Clube și União Foot-ball Lisboa. Clubul joacă pe stadionul Tapadinha cu o capacitate de 15.000 locuri.

## Lotul actual
| Nr. |               | Poziție | Jucător          |
| --- | ------------- | ------- | ---------------- |
| 1   | Portugalia    | P       | Filipe Leão      |
| 2   | Portugalia    | F       | Jorge Bernardo   |
| 3   | Portugalia    | F       | Rui Cardoso      |
| 4   | Guinea-Bissau | F       | Emílio           |
| 5   | Portugalia    | F       | João Lima        |
| 6   | Portugalia    | F       | Fábio Marinheiro |
| 7   | Capul Verde   | A       | Moreira          |
| 8   | Portugalia    | M       | Mauro Antunes    |
| 9   | Portugalia    | A       | Tiago Pereira    |
| 10  | Portugalia    | M       | Fábio Oliveira   |

| Nr. |               | Poziție | Jucător       |
| --- | ------------- | ------- | ------------- |
| 12  | Guinea-Bissau | P       | Jonas Mendes  |
| 15  | Portugalia    | A       | Rui Varela    |
| 17  | Portugalia    | F       | Pedro Caipiro |
| 18  | Guinea-Bissau | A       | João Mário    |
| 20  | Portugalia    | M       | Vasco Varão   |
| 25  | Portugalia    | F       | Luis Dias     |
| 29  | Portugalia    | M       | Marco Bicho   |
| 33  | Portugalia    | F       | Hugo Carreira |
| 48  | Portugalia    | M       | Hugo Pina     |
| 94  | Macao         | M       | Gui           |

## Palmares

### Atlético
- Liga Portugheză: locul 3 - 1943/44 și 1949/50
- Cupa Portugaliei: finaliști - 1945/46 și 1948/49

### Carcavelinhos
- Liga Portugheză: locul 4 - 1937/38
- Cupa Portugaliei: 1927/28

### União de Lisboa
- Liga Portugheză: locul 6 - 1934/35
- Cupa Portugaliei: finaliști - 1928/29

## Jucători notabili
| - António Botelho - Germano - Gonçalo Abreu - Gonçalo Silva - Hélio Vaz - José Coelho - Leandro Pimenta - Luis Bilro - Luís Carlos | - Luís Norton de Matos - Nelo Vingada - Rudi - Vítor Bastos - Stéphane Agbre Dasse - Júnior - Andrés Formento - Guido Abayián - Caleb Patterson-Sewell | - Laurindo - Nélson Veiga - Kalombo N'Kongolo - Malá - Zezinho - Luís Leal - John Ogu - Tony Taylor |  |

## Antrenori notabili
| - János Biri (1951–52) - José Valle (1961–62) - António Veloso (2000–01) - Luís Perdigão (2003–05) - Francisco Barão (2005) - Toni Pereira (2005–07) | - Carlos Manuel (2007–08) - Jorge Paixão (2008) - Toni Pereira (2008–11) - João de Deus (2011–12) - Paulo Pedro (2012) - Filipe Moreira (2012–) |  |